# Iso-Surnu
Iso-Surnu är en sjö i kommunen S:t Michel i landskapet Södra Savolax i Finland. Arean är 37 hektar och strandlinjen är 3,43 kilometer lång. Sjön  ingår i Vuoksens huvudavrinningsområde.   Den ligger nära S:t Michel och omkring 200 kilometer nordöst om Helsingfors. 
Sydöst om Iso-Surnu ligger Porrassalmi. Iso-Surnu ligger nordväst om Ukonvesi. 